# Interindustrieller Handel
Interindustrieller Handel ist die Art des Handels, welche auf Güteraustausch unterschiedlicher Produktgruppen basiert. Es werden Industriegüter entweder in Partnerländer exportiert bzw. importiert oder innerhalb eines Landes zwischen den einzelnen Industriezweigen gehandelt.

## Interindustrieller Handel in Außenhandelsmodellen
Beschrieben wird der interindustrielle Handel (asymmetrischer Handel mit verschiedenartigen Produkten) in mehreren Modellen.

### Ricardo-Modell (Klassische Handelstheorie)
Nach dem Ricardo-Modell hat ein Land absolute Vorteile bei der Produktion eines Gutes, wenn mit den gleichen Produktionsfaktoren mehr von dem Gut produziert werden kann als in dem anderen Land. Es kann durch entsprechende Spezialisierung weltweit mehr produziert werden.
Ein Land hat komparative Vorteile bei der Produktion des Gutes, dessen Opportunitätskosten in Einheiten des anderen Gutes geringer sind als in dem anderen Land. Eine entsprechende Spezialisierung führt zu einer Erhöhung der Weltproduktion beider Güter.
Somit entspricht der relative Preis der beiden Güter den Opportunitätskosten der Produktion.
Die Preisveränderung wird solange anhalten, bis die Relativpreise in den beiden Ländern identisch sind. Der Preis muss sich so einpendeln, dass sich die Exportmengen und Importmengen des jeweiligen Gutes der beiden Länder entsprechen (identische „Handelsdreiecke“). Es existiert nun statt unterschiedlicher Preisverhältnisse in den beiden Ländern bei Autarkie durch den Handel nur noch ein Weltmarktpreisverhältnis. Dieses nennt man „Terms of Trade“.

### Heckscher-Ohlin-Modell
Im Heckscher-Ohlin-Modell wird die Unterschiedliche Faktorausstattung als Ursache für Handel angenommen. Der Handel ist für alle Länder gesamtwirtschaftlich von Vorteil,  hat jedoch starke Auswirkungen auf die Einkommensverteilung. Der relativ reichlichere Produktionsfaktor wird Freihandel befürworten, während der relativ seltenere Faktor sich für Protektion einsetzen wird. Handel führt zu einem Ausgleich der Faktorpreise, ohne dass die Produktionsfaktoren wandern müssen. 
Ein weiteres Modell wäre das Ricardo-Viner-Modell.

## Erläuterungen
Außenhandel wird aus verschiedenen Gründen betrieben:
1. Nichtverfügbarkeit (z. B. Bananen)
  1. Aufgrund klimatischer Bedingungen
  2. Aufgrund staatlicher Restriktionen
  3. Dauerhaft nicht verfügbar
  4. Temporär nicht verfügbar
2. Preisunterschiede (z. B. Textilien)
  1. es gibt Regionen, die niedrigere Produktionskosten haben
  2. Aufgrund Arbeitskräfteintensität
3. Heterogene Konkurrenz
  1. es werden in verschiedenen Ländern gleiche Produkte hergestellt und man kauft nicht im eigenen Land, was den größten Teil des Außenhandels ausmacht
  2. interindustrieller Handel bzw. komparative Kostenvorteile führen zu Wohlstandseffekten

Unter den Industriesektoren gibt es vier Industriezweige, in denen der Handel innerhalb der Europäischen Union interindustrieller Art ist: Wein, Schuhe, Bekleidung und Werkzeugmaschinen. Das Land produziert irgendwas und liefert in ein anderes Land. Kein Tausch. Dies muss als die Ausnahme gesehen werden. Intraindustrieller Handel ist die übliche Form aufgrund heute vorwiegender Skaleneffekte.

## Beispiele
Für Wein gibt es vier große Erzeugerländer – Portugal, Spanien, Italien, Frankreich. Sie beliefern die anderen Länder der EU, die sämtlich Netto – Importeure sind. In der Schuhindustrie exportieren Portugal, Spanien, Italien und Griechenland in die anderen Länder, die auch in diesem Fall Netto-Importeure sind. In der Bekleidungsindustrie sind es die gleichen Länder außer Spanien. Im Werkzeugmaschinenbereich gibt es zwei große Herstellerländer, Italien und Deutschland. Sie erzielen im Handel mit den anderen Mitgliedstaaten der EU einen großen Überschuss, auch hier liegt Spanien in der Mitte. Insgesamt ist dieser interindustrielle Handel (asymmetrischer Handel mit verschiedenartigen Produkten) nur in sehr wenigen Ländern vorherrschend. Die klassischen komparativen Vorteile, die diesen Handelstyp im Wesentlichen erklären, sind unterschiedlicher Art:
Natürliche Ressourcen (Wein, Champagner) oder Lohnkosten (Schuhe, Bekleidung). Im Fall der Werkzeugmaschinenindustrie ist dies jedoch weniger klar, denn die Spezialisierung Italiens und Deutschland auf diesen Bereich der industriellen Aktivitäten beruht offenbar nicht auf derart eindeutigen komparativen Vorteilen.
Wenn man die zwei Industriellen Arten vergleicht kann man sehen, dass der Handel zw. den nördlichen und südlichen Ländern immer noch vorwiegend interindustrieller Art ist, während sich der brancheninterne Handel vor allem zwischen den nördlichen Ländern abspielt. Bei gegebenem relativen Einkommen wird der Anteil des intraindustriellen Handels am Gesamthandel steigen, wenn die Länder sich hinsichtlich ihrer relativen Faktorausstattung ähnlicher werden. Der Anteil des interindustriellen Handels sinkt in diesem Fall folglich. Auf der Diagonalen der Edgeworth-Box besteht der gesamte Handel aus intraindustriellem Handel. Spezialisiert sich dagegen das arbeitsreiche Land vollständig auf das arbeitsintensive homogene Gut, findet kein intraindustrieller Handel statt. Der Nettoexport des differenzierten Produktes entspricht den Importen des homogenen Produktes (interindustrieller Handel). Der Rest des Handelsvolumens besteht aus intraindustriellem Handel mit differenzierten Gütern.

## Abgrenzung
Interindustrieller Handel ist das Gegenstück zum intraindustriellem Handel. Hierbei handelt es sich um den Austausch von Gütern gleicher Produktionssektoren.
Messinstrument
Grubel-Lloyd-Index
Dieser Index gibt Auskunft über das Verhältnis vom intraindustriellen zum interindustriellen Handel in einem Land. Sobald der Index die Zahl 0 annimmt, existiert auf dem Markt nur interindustrieller Handel. Das Extremum des Index spiegelt die Zahl 1 wider, auf diesem Markt findet ausschließlich intraindustrieller Handel statt.
{\displaystyle I=1-{\dfrac {\left|Export-Import\right|}{Export+Import}}}
Zusammenhang mit Skaleneffekten:
Intraindustrieller Handel basiert auf der Existenz von Skaleneffekten in der Produktion. Die Skaleneffekte führen zu Kostenvorteilen bei steigender Produktionsmenge. Trotzdem bleibt nicht nur ein Unternehmen auf dem Markt übrig, da verschiedene Varianten existieren und sich jedes Unternehmen nur auf eine dieser Varianten konzentrieren kann.